# 薩凡納 (密蘇里州)
薩凡納（英語：Savannah）是位於美國密蘇里州安德魯縣的城市。同時該地也是安德魯縣的縣治。

## 人口
根據2020年美國人口普查的數據，薩凡納的面積為8.45平方千米，當中陸地面積為8.42平方千米，而水域面積為0.03平方千米。當地共有人口5069人，而人口密度為每平方千米600人。